# 聖母無原罪司教座堂 (台北市)
聖母無原罪司教座堂（せいぼむげんざいしきょうざどう）は台湾 台北市大同区民生西路245号にあるキリスト教 カトリック台北教区の司教座聖堂（カテドラル）である。敷地内には幼稚園が併設され、カトリック系の静修女子中学も隣接している。

## 沿革

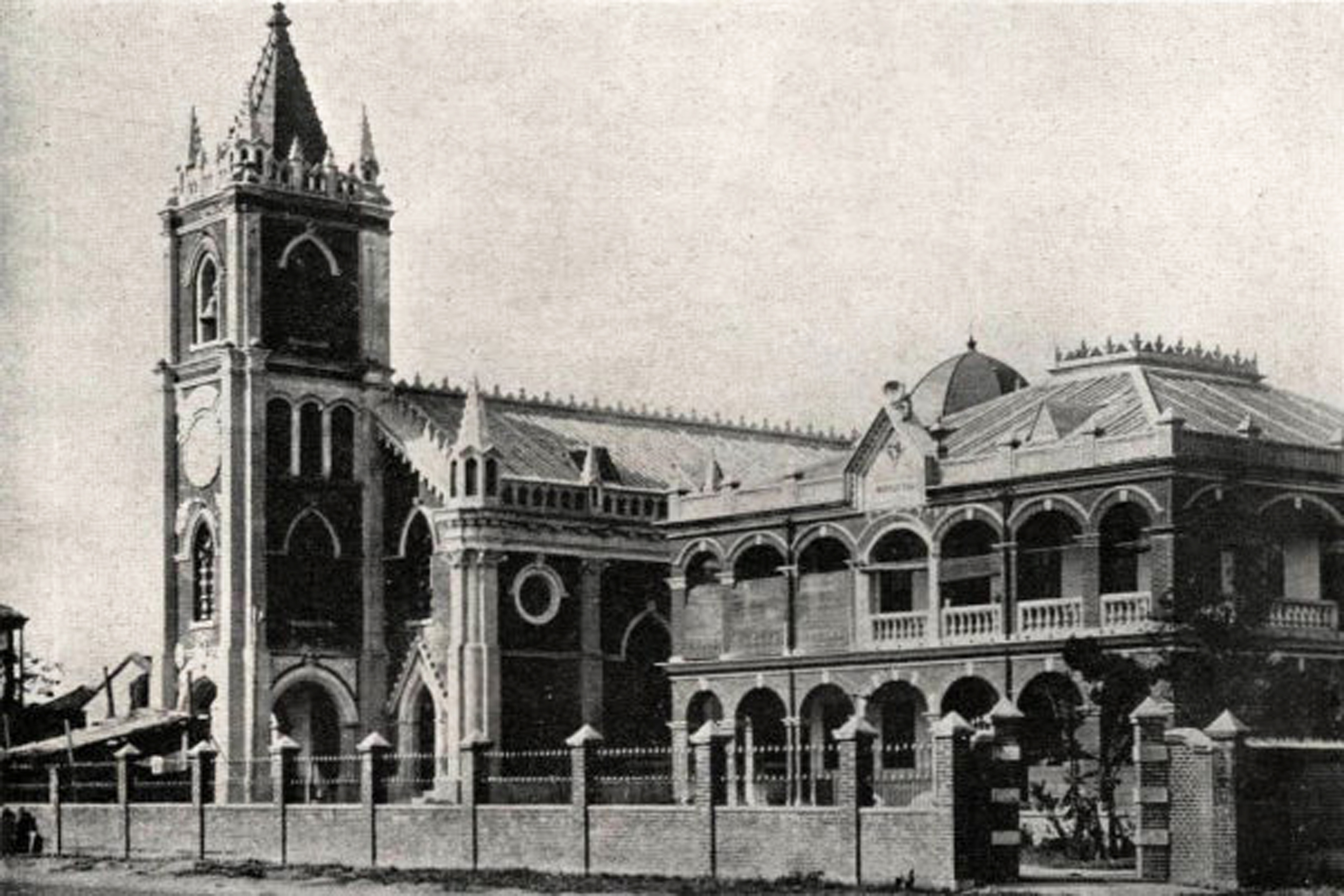
1889年の蓬萊天主堂

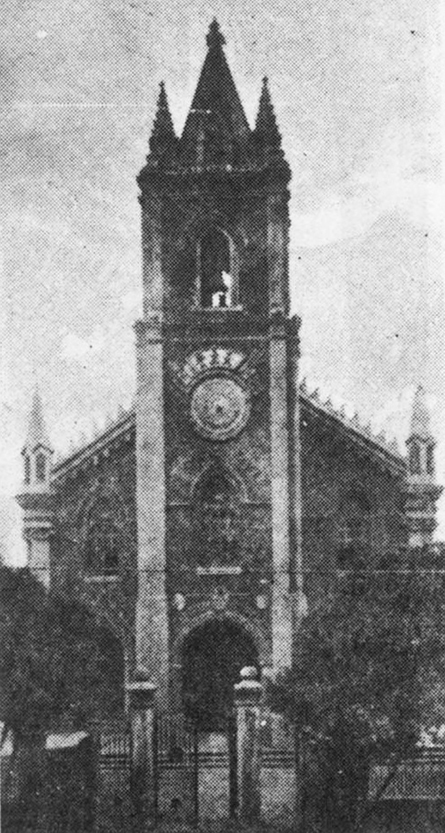
1889年の蓬萊天主堂正面

- 1887年 - 台湾南部を宣教拠点としていたドミニコ会が宣教師を台北に派遣。
- 1889年 - ドミニコ会は台北大稲埕に最初の聖堂を建設。
- 1905年 - ドミニコ会士 林茂才師が同地に赴任、付近の土地を購入。
- 1911年 - 同師は人夫を集め、ゴシック式建築の聖堂建設に着手。
- 1914年 - 3年の歳月を経て聖堂が完成、その名を蓬萊町大聖堂と称し、日本の統治時期における台北市を代表する建築物のひとつである。当該教会は完成後、台北におけるカトリック発展の中心となった。
- 1916年 – ドミニコ会は隣接地に女学校を設置（現在の静修女子中学）。
- 1945年 - 5月31日、大戦末期に米軍の爆撃により被災。聖堂内に避難していた近隣住民が死傷した。

戦後はバラック建ての仮聖堂を同地に建設し、使用。
- 1959年 - 3月、吉朝芳師が主任司祭として着任、聖堂再建の任務に奔走。同年7月5日、郭若石大司教の司式により聖堂再建工事着工式が行われた。
- 1961年 - 5月、竣工。教区管理者の田耕莘枢機卿が司教座堂に指定し、無原罪の聖母を保護者に頂いた。同5月30日、成世光補佐司教が落成祝別式典を挙行。翌日、バチカン駐中華民国公使 ジュゼッペ・カプリオ師（伊: Giuseppe Caprio、中: 高理耀）がミサを行った。

## 参考資料
- “聖母無原罪主教座堂” (中国語).   天主教台北總教區. 2013年12月18日閲覧。